# Joseph P. Kennedy, Jr.
Joseph Patrick Kennedy, Jr. (født 28. juli 1915, død 12. august 1944) var Joseph P. Kennedy, Sr.'s ældste søn og bror til præsident John F. Kennedy. Han var en amerikansk krigshelt og omkom i kamp under 2. verdenskrig.